# 塞尔柱帝国
大塞尔柱帝国（土耳其語：Büyük Selçuklu İmparatorluğu），又称塞尔柱帝国、塞尔柱土耳其帝国，是中世纪时期的突厥－波斯、逊尼派伊斯兰帝国，由乌古斯人中的一支发展而来，领土范围东至兴都库什山脉，西至东部安纳托利亚，北至中亚，南至波斯湾，塞尔柱人由咸海发迹，随后挺进呼罗珊，再入波斯地区，最终征服东安纳托利亚。
11世纪前半叶，塞尔柱王朝的创立者图格鲁勒·贝格为帝国的建立打下了基础。自1037年正式建國後，塞尔柱人统一了支离分裂的东部伊斯兰世界，并在第一次和第二次十字军东征中扮演了重要的角色。塞尔柱帝国在文化和语言上表现为高度波斯化，并在突厥-波斯文化的发展传承上具有十分重要的地位，同时还将波斯文化传播至安纳托利亚。突厥部落在帝国西北部的战略性定居大大促进了这些地区的突厥化。

## 歷史

### 背景
八世紀伊朗地區在經歷伊斯蘭征服後，相繼由阿拉伯帝國倭馬亞王朝（又称伍麥葉、奧米亞、白衣大食）、阿拔斯王朝（黑衣大食）統治。隨著阿拔斯王朝與拜占庭帝國的長年戰爭，帝國對伊朗地區的控制持續衰弱。九世紀末，薩曼·胡達擊退阿拉伯人，在伊朗東部建立了薩曼王朝。十世紀末，薩曼的突厥奴隸將軍阿爾普特勤及其女婿蘇布克特勤自立加兹尼王朝，取代舊主，掌握伊朗東部的統治權；與重奪伊朗西部的阿拉伯白益王朝分庭抗禮。在動亂中，各勢力常僱傭北方中亞地區的游牧民族為傭兵，烏古斯人是其中較為強大的一支。

### 建立
起初，塞爾柱人屬於烏古斯人中的一個部族，以雇傭兵的身分在突厥斯坦地區活躍。西元985年，由於與烏古斯領袖的爭執，塞爾柱·貝格帶領部族離開了烏古斯葉護國，獨立為新的部族。他們在錫爾河一帶游牧並皈依伊斯蘭教，並以傭兵的身分參與了喀喇汗國的王位內戰，與烏古斯族、加兹尼王朝交惡。
1040年，塞爾柱的孫子圖赫里勒·貝格與恰格勒·貝格於丹丹納干戰役中打倒了宿敵加兹尼王国，征服了伊朗東部的呼羅珊地區。
1055年，他替阿拔斯哈里發從白益王朝手中奪回巴格達，被正式追封為蘇丹（sultan, سلطان），哈里發則淪為有名無實的統治者。以哈里發的支持為後盾，進一步往南部巴勒斯坦地區以及西部小亞細亞今（土耳其）擴張，佔領了伊拉克一帶、米底亞王國南部哈馬丹等地。

### 奠定西亞霸權
此一時期的西亞，原先控制約旦河流域的法蒂瑪王朝、握有小亞細亞的東羅馬帝國皆因連年征戰和國內腐敗面臨衰退，塞爾柱人多次蠶食臣屬這兩國的勢力，彼此間的衝突日漸白熱化。
1063年，圖赫里勒·貝格過世，由於沒有直系子孫，許多人起兵爭奪王位爆發達姆甘之戰，呼羅珊總督阿爾普·阿爾斯蘭擊敗庫塔爾米什，處決了庫塔爾米什其胞弟及四子並致盲及閹割二子，流放蘇萊曼沙阿一世及眾兄弟，僅有蘇萊曼在這趟艱苦的遠征中活了下來，並成功鞏固他對安那托利亞當地烏古斯突厥人各部落的領導地位。
1064年，正式加冕為新蘇丹，開始對抗拜占庭隨後征服阿尼，任命弟弟卡沃爾德為基爾曼領主，日後的基爾曼蘇丹國，與西線將領合作攻略安納托利亞，尼札姆成為新維齊爾接替死於政爭的阿爾·昆達里總掌帝國行政。
1071年8月，第二任蘇丹阿爾普·阿爾斯蘭在曼齊刻爾特之戰大敗由羅曼努斯四世所率領的東羅馬帝國軍隊，正式占領小亞細亞。同年，塞爾柱人從法蒂瑪王朝手中奪得聖城耶路撒冷。在突厥部族從東方大舉移入的情況下，東羅馬皇帝阿萊克修斯一世向教宗烏爾班二世求救。教宗因此在法國克列芒發表演說，招募民衆解放聖地耶路撒冷。該演說直接促成了後來的第一次十字軍，阿尔图克·贝伊是該作戰的指揮官。

### 帝國鼎盛
1073年，病逝前指名馬立克沙一世繼承，並希望其叔卡武爾特爭娶其遺孀來協助統治，然而卡武爾特打算奪帝國控制權，尼札姆拉攏波斯、阿拉伯等當地豪族的支持，鎮壓叛亂並毒死了首謀，Kerj Abu Dulaf之戰最終以馬立克沙一世大獲全勝，尼札姆建言將卡武爾特處死並將封地轉給他人，此後確立尼札姆系波斯官僚在中央集權制度的地位，但也引起其他諸王的不信任。
1073–1077年，為了穩固帝國核心區，鎮壓反叛部族，強化對伊朗地區的控制。此後專注於與帝國東方的對手交戰，他先後擊敗宿敵喀喇汗國、加兹尼王国，穩固塞爾柱在中亞河中地區的統治，使帝國的疆域達到極致。
1075年，蘇萊曼沙阿一世利用拜占庭內亂，佔領尼西亞與尼科米底亞，初期名義上為拜占庭帝國附庸，受到馬立克沙派兵征伐，但馬立克沙戰敗，雙方協調後允許其在伊茲尼克建立罗姆苏丹国。
1078年，馬立克沙一世任命突突什一世為大馬士革總督，阿尔图克·贝伊作為輔佐前往該地，作為對敘利亞法蒂瑪與拜占庭的防禦者；進駐大馬士革並建立政權基礎。
1079年，封阿哈瑪德為宰相之子，尼札姆系官僚開始影響中央權力，以長子阿哈瑪德·穆勒克為首，尼札姆的十二個兒子全都在塞爾柱王朝擔任過重要職位。此後，尼札姆掌控軍政大權，並展現了他的作戰天賦，在他的指揮下，塞爾柱軍在與法蒂瑪王朝、加茲尼王國、高加索諸王國的戰爭中屢戰屢勝，疆域擴大至頂峰。
1080年，建立伊斯法罕為帝國行政中心，將其發展為文化、學術與政務中心，與阿拔斯哈里發的巴格達並列遜尼派兩大重心。
1086年，大馬士革總督突突什一世任命阿尔图克·贝伊為指揮官，在安提阿附近擊敗並殺害蘇萊曼沙阿一世，蘇萊曼尚年幼的兒子基利傑阿爾斯蘭一世也被俘虜，馬立克沙將他作為人質扣押在伊斯法罕，蘇丹權力在此來到高峰。
1090年，馬立克沙一世與尼札姆的政爭爆發，多方政治、宗教勢力介入之下，尼札姆被伊斯瑪儀派的阿薩辛派刺殺，這被視為中央文官結構崩潰的開端。
1092年底，馬立克沙一世去世，權力的真空使帝國陷入分裂，軍閥及旁系紛紛佔地為王。

### 暗殺、分裂、十字軍
這一時期大賽爾柱裂解為四個部分，巴爾基雅魯克統治中部；突突什一世则执掌叙利亚；桑賈爾控制東部呼羅珊；魯姆蘇丹國則於小亞細亞逐漸獨立。青年即位的巴爾基雅魯克加強了對帝國中心地區伊朗的控制，靠著大臣的幫助想辦法擴充財源，以維持帝國日益龐大的開支。在位時期迎來了第一批十字軍，在交戰後，帝國仍得以控制敍利亞省的大馬士革、摩蘇爾等重鎮。雖然他打敗了馬哈穆德一世、叔叔突突什一世等人，家族內亂仍然無法有效解決，敘利亞與安納托利亞的軍事空窗，導致耶路撒冷重新為法提瑪王朝掌控，也間接促成魯姆與贊吉系勢力的獨立。
1092-1095年，突突什一世以長輩身分自稱為大塞爾柱蘇丹，挑戰侄子巴爾基雅魯克，隨後攻入伊朗西部，攻下哈馬丹與伊斯法罕，但旋即戰敗撤退。爾後在哈瑪丹及雷伊地區兩度挑戰巴爾基雅魯克，被擊敗後被處決。
1095年，突突什一世死去后，其子法赫尔·穆尔克·拉德温和杜卡克又分别继承了阿勒颇和大马士革，即便如此也沒有效忠大賽爾柱蘇丹。
- 突突什一世（英语：Tutush I）其敘利亞政權，擁有獨立軍政體系，奠定了後來贊吉王朝與阿尤布王朝的政治基礎。

1096年，统治着安纳托利亚的基利傑阿爾斯蘭一世，擊敗第一波的人民十字軍。
1097年，第一次十字軍東征的主力抵達，基利傑阿爾斯蘭一世於尼西亞、埃斯基謝希爾等地陷入苦戰，最終戰敗失去西部諸城，轉入安納托利亞內陸，雖然試圖向蘇丹求援但敘利亞的失控，即安塔基亞等要地失守令蘇丹無力救援。
1097–1100年，分別與弟弟穆罕默德·塔帕爾交戰，爭奪帝國東部（呼羅珊、亞塞拜然）控制權，五度激戰，損耗甚巨。
1100年，推行財政與文官管理改革，但因軍費與內戰導致財政惡化。與弟弟雙方在1104年簽訂合約，承認其在北伊拉克、亞塞拜然、亞美尼亞等地的控制權，隔年在伊朗的博魯傑爾德病逝，有說法指出他的遺體被運回伊斯法罕安葬。弟弟穆罕默德一世成為唯一合法繼任者。
1105–1110年，政治整合與積極平定內部叛亂，並打擊邊疆小王朝如巴特里德、穆斯塔利派與阿薩辛派。積極干預魯姆蘇丹國繼承，調遣兵力東征摩蘇爾與哈馬丹，試圖統一各地塞爾柱支系。
1111-1115年，加大對抗萌芽中的薩法維派與什葉教團，強化遜尼派國教化政策。
1116–1118年，為了鞏固東部疆界，任命弟弟艾哈邁德·桑賈爾控制呼羅珊與東伊朗，兩人分治但維持大一統格局。

### 滅亡
1118–1119年，年幼的馬哈茂德二世，將父親摯友兼封臣Garshasp免職並監禁，引起Garshasp投奔桑賈爾，導致其西征。在薩維戰役（Battle of Saveh）中敗於桑賈爾與其他五位諸侯聯軍。其後被迫娶桑賈爾之女退讓領地，確認桑賈爾為長者與共主。
1126年，爆發與巴格達哈里發穆斯塔爾希德的衝突，馬哈茂德曾親征至巴格達。
1129年，確認摩蘇爾的贊吉成為總督其重要支持者，成為日後贊吉王朝的雛型。
1131年，馬哈茂德於9月病逝（約27歲或33歲），死後王位爭奪再起，達伍德（西伊朗）、圖赫魯勒二世（北部與雷伊）、蘇萊曼沙阿與馬蘇德（安納托利亞東部）爭位。
1132–1135年，桑賈爾作為皇室監國（當時約 65 歲）多次調停或任命蘇丹，最初傾向支持圖赫魯勒二世，但後來又支持馬蘇德。桑賈爾對安納托利亞支系保持警戒，但不直接出征；此時他忙於應對東部喀喇汗、花剌子模威脅。
1141年，西遼介入喀喇汗內戰並應花剌子模之邀出兵，桑賈爾試圖保衛附庸喀喇汗國與遏制契丹勢力擴張，雙方爆發卡特萬之戰，西遼部隊將桑賈爾軍包圍於山谷中全殲，桑賈爾僅以微弱護衛逃脫。Garshasp死亡，賽爾柱俘虜高達5萬人以上，部分指揮官與其妻子遭俘，嚴重打擊東部勢力的力量。此役後，喀喇汗國淪為西遼屬國、花剌子模稱臣於契丹，塞爾柱的東方疆域徹底失控。
1153年，烏古斯人擒獲蘇丹艾哈邁德·桑賈爾，並攻下古都內沙布爾，塞爾柱失去對波斯的控制，實際領土退縮至伊拉克和阿塞拜疆一帶。
1176年，在塞爾柱諸分支紛紛獨立、伊朗地區實權旁落的情況下，圖赫里勒三世被擁立為伊拉克地區的蘇丹，實權微弱。君權與軍權間持續拉鋸，圖赫里勒雖數度主政，但無法恢復中央集權。
1186年，圖赫里勒三世出兵Qizil Arslan，納西爾派兵干預並援助Qizil Arslan，並以哈里發名義承認Qizil Arslan的蘇丹頭銜。
1192年，塔乞失入侵雷伊，許多伊朗西部軍閥與地區長官改投花剌子模，圖赫里勒三世失去伊斯法罕等重地的支持，被迫轉向巴格達請求阿拔斯哈里發協助。
1194年，納西爾暗中支持花剌子模國王塔乞失，此後在哈馬丹打敗塞爾柱末代蘇丹圖赫里勒三世，部分呼罗珊和西伊朗地区版圖併入花剌子模王朝，塞爾柱帝國滅亡。

## 遜尼派帝國化
自薩珊帝國滅亡以來，伊朗地區在伊斯蘭征服後進入阿拉伯統治時期，波斯文化與遜尼派伊斯蘭教逐漸融合。薩法爾王朝與薩曼王朝作為伊朗間奏曲期的重要本土政權，不僅推動波斯語文學復興，也對遜尼派文化發展有所助益，然而此階段尚未出現對什葉派的系統性壓制。真正明確且制度化地遏制什葉派發展，始於11世紀大塞爾柱帝國進入巴格達、奪取白益王朝統治地位後所展開的「遜尼秩序重建」與宗教政策整頓。
奧瑪亞王朝作為早期哈里發政權，雖已展現政治統一性，但遜尼與什葉之間的教義分化仍在成形中。阿拔斯王朝雖強調哈里發的「正統血統與神授地位」，但其宗教政策相對寬容，容納多元的神學與學術流派，並未建立以遜尼派為唯一正統的國教體系。故學界普遍將奧瑪亞與阿拔斯視為「早期伊斯蘭帝國」，而非成熟的遜尼派政教國家。大塞爾柱帝國的崛起，則標誌著遜尼派作為官方意識形態正式整合入國家治理體系，並加劇與什葉派之間的對立，其政權也可被視為「遜尼派帝國化」的起點。

### 蘇丹制度
賽爾柱的蘇丹制度是「追封合法化」而非「神授正統」，雖然賽爾柱人自稱蘇丹前已有軍事與行政控制，但透過哈里發的追封與授權，使其形式合法性與傳統伊斯蘭政治體制對接，這也開啟了蘇丹-哈里發雙元政權模式，成為中世紀遜尼派帝國的常態。
- 蘇丹從賽爾柱統治開始，成為伊斯蘭世界中軍事統治者的標誌性稱號，如馬木路克蘇丹國、埃宥比王朝、奧斯曼帝國等皆延續此體制。

### 政治
宰相代表大賽爾柱帝國三個關鍵，穆赫塔爾到艾哈邁德展現了波斯官僚對帝國行政的延續，宰相直接主導對伊斯瑪儀派堡壘的攻伐，成為遜尼派國家意識的一部分。隨著艾哈邁德的失勢，代表突厥軍事力量與文官體系的失衡。哈提爾以文學型宰相形象存在，象徵文官角色轉變為儀式性與輔佐性，代表宰相的權力去中心化。

### 尼札姆系波斯官僚
阿拉伯語穆立克（الملك，al-Mulk）意為「王權」「國政」「統治權」，常作為尊號、榮銜的一部分。
儘管塞爾柱帝國迅速擴張，由於突厥遊牧民在傳統上缺乏定居政權所需的行政體系與文書管理經驗，帝國在統治被征服地時大量倚賴波斯本地的行政官僚。以宰相尼札姆·穆勒克為代表，軍政要職多由波斯人擔任。在此背景下，圖赫里勒·貝格以哈里發的象徵合法性為依託，建立起「塞爾柱—阿拔斯雙重統治體制」，推動伊克塔制度的制度化與軍事化。這些人與突厥軍事貴族之間存在明顯的張力，歷經內亂與十字軍入侵後，這批人依然試圖維持帝國官僚的穩定。
尼扎姆任內可說總攬了帝國的全權行政決策，其重要施政措施如下：
- 編寫法典、強化蘇丹權威，並懷柔歸降的反叛者。
- 整頓突厥軍制，起用出身低賤的奴隸為軍官，增加軍隊中波斯人、庫德人、高加索人的比例。
- 提供新移民至波斯境內的突厥人工作機會，減少流民，穩定波斯政經情勢。
- 推動安納托利亞高原的經濟模式從遊牧轉型為種植農業。
- 與阿拔斯哈里發維持親密關係，提倡蘇丹掌武權、哈里發掌宗教權的兩分論，是伊斯蘭君權合法化的一大基礎。

此外，尼扎姆任內大力推行「伊克塔」制度（類似封建，不過受封者在封地的任期有時限，且除收稅外無權管理封地行政），讓蘇丹的親屬擔任諸侯，實際行政仍由各地的舊領主擔當，為後來巴赫里王朝、帖木兒帝國等穆斯林王朝的軍政制度奠定了結構性基礎，也反映出突厥統治者偏重軍功與地方分封治理模式的統治邏輯。

### 波斯式馬德拉薩
波斯式馬德拉薩（Persian-style Madrasa）在伊斯蘭世界中受到波斯文化與建築影響，特別是在塞爾柱帝國與其繼承國家統治時期所興建的伊斯蘭學院（madrasah）的建築與制度樣式。這種樣式的馬德拉薩不僅作為宗教與法律教育中心，更成為遜尼派制度化與行政國家建構的重要工具。始於11世紀尼札姆·穆勒克創立的「尼札米亞學院」（Nizamiyya），最早在巴格達設立。用以對抗什葉派的法蒂瑪派達爾阿爾姆學院（Dār al-ʿIlm），推廣遜尼派沙斐儀學派與阿什爾理神學。
- 薩阿迪、烏瑪爾·海亞姆等詩人與學者皆曾受益於此學術體系。
- 建築特色是帶有四伊萬格局（4-iwan）、拱券與穹頂結構、磚砌裝飾與幾何圖案，除教學用途外，常包含清真寺、宿舍、餐廳，甚至是墓室（如尼札姆墓即在馬德拉薩內），藝術史學家奧列格‧格拉巴爾認為，圓頂結構的效果體現了《古蘭經》中水的象徵意義。
- 代表性建築有巴格達尼札米亞學院，完整保留波斯建築風格的尼沙布爾尼札米亞學院，融合塞爾柱時期波斯建築風格的雷伊馬德拉薩，以及薩拉丁建立的札赫里耶學院。

## 統治者列表
自馬立克沙一世遇刺後，長期內戰使獨立政權在伊拉克、亞塞拜然、敍利亞等地頻繁出現，本表僅列出實際控制波斯地區的蘇丹：
| 蘇丹            | 統治年期      | 註解                            |
| --------------- | ------------- | ------------------------------- |
| 圖赫里勒·貝格   | 1037年-1063年 | 與胞弟恰格勒·貝格採行雙元統治。 |
| 阿爾普·阿爾斯蘭 | 1063年-1072年 | 奠定西亞霸權                    |
| 馬立克沙一世    | 1072年-1092年 | 開啟帝國鼎盛時期                |
| 馬哈茂德一世    | 1092年-1094年 | 帝國中興者                      |
| 巴爾基雅魯克    | 1094年-1105年 | 英年早逝被評為當代最強的戰馬    |
| 馬立克沙二世    | 1105年        | 控制區只有呼羅珊一帶            |
| 穆罕默德一世    | 1105年-1117年 |                                 |
| 馬哈茂德二世    | 1118年-1131年 | 14歲的共治蘇丹                  |
| 艾哈邁德·桑賈爾 | 1117年-1153年 | 呼羅珊總督紀錄寫作老監國        |
| 圖赫里勒三世    | 1176年-1194年 | 形式上統一的末代君主            |